# Campeonato de España de Verano de Natación 2023
El CX Campeonato de España de Verano de Natación se celebró en Málaga entre el 26 y el 30 de julio de 2023 bajo la organización de la Real Federación Española de Natación (RFEN) y la Federación Andaluza de Natación.
Las competiciones se realizó en el Centro Acuático de la ciudad andaluza.

## Resultados

### Masculino
| Evento                    | Oro                                                                                            | Plata                                                                              | Bronce                                                                                |
| ------------------------- | ---------------------------------------------------------------------------------------------- | ---------------------------------------------------------------------------------- | ------------------------------------------------------------------------------------- |
| 50 m libre (27.07)        | Sergi Castells C. N. Barcelona 22,72                                                           | Óscar Pascual Madrid N. C. 22,78                                                   | Rafael Fente-Damers C. D. SEK 22,92                                                   |
| 100 m libre (30.07)       | Miguel Pérez-Godoy C. N. Dos Hermanas 50,33                                                    | Nacho Campos C. D. Nados Castellón Moritz Berg Real Canoe N. C. 50,40              | —                                                                                     |
| 200 m libre (29.07)       | Miguel Pérez-Godoy C. N. Dos Hermanas 1:50,07                                                  | Ferran Julià C. N. Sabadell 1:50,20                                                | Nacho Campos C. D. Nados Castellón 1:50,71                                            |
| 400 m libre (26.07)       | Ferran Julià C. N. Sabadell 3:52,12                                                            | Alonso González Real Canoe N. C. 3:52,68                                           | Paul Beaugrand C. D. N. Bidasoa XXI 3:52,79                                           |
| 800 m libre (30.07)       | Paul Beaugrand C. D. N. Bidasoa XXI 8:02,34                                                    | Alonso González Real Canoe N. C. 8:04,30                                           | Alejandro Puebla C. N. Cartagonova-Cartagena 8:07,22                                  |
| 1500 m libre (28.07)      | Paul Beaugrand C. D. N. Bidasoa XXI 15:25,60                                                   | Alejandro Puebla C. N. Cartagonova-Cartagena 15:26,82                              | Alonso González Real Canoe N. C. 15:33,28                                             |
| 50 m espalda (26.07)      | Iván Martínez C. N. Las Norias 25,78                                                           | Juan Francisco Segura Real Canoe N. C. 25,80                                       | Alejandro Calderón C. N. Terrassa 25,84                                               |
| 100 m espalda (29.07)     | Iván Martínez C. N. Las Norias 55,89                                                           | Juan Francisco Segura Real Canoe N. C. 55,92                                       | Nicolás García C. D. Gredos San Diego 55,98                                           |
| 200 m espalda (27.07)     | Nicolás García C. D. Gredos San Diego 1:59,86                                                  | Diego Mira C. N. Sabadell 2:00,07                                                  | Alberto Hernández C. N. Sant Andreu 2:00,79                                           |
| 50 m braza (28.07)        | Jaime Morote Real Canoe N. C. 28,15                                                            | Íñigo Marina C. D. N. Inacua Málaga 28,20                                          | Álvaro Gómez C. N. Madrid Moscardó 28,56                                              |
| 100 m braza (30.07)       | Álvaro Gómez C. N. Madrid Moscardó 1:02,13                                                     | Bradley Newman City of Cardiff S. C. 1:02,36                                       | Íñigo Marina C. D. N. Inacua Málaga 1:02,40                                           |
| 200 m braza (26.07)       | Álex Castejón C. N. Sabadell 2:12,52                                                           | Íñigo Marina C. D. N. Inacua Málaga 2:15,89                                        | Lachlan Reed C. N. Sabadell 2:16,14                                                   |
| 50 m mariposa (26.07)     | Alberto Lozano C. N. Terrssa 24,03                                                             | Beltrán Rodríguez Madrid N. C. 24,23                                               | Álex Ramos C. N. Sabadell 24,34                                                       |
| 100 m mariposa (28.07)    | Alex Ahtiainen S. K. Garant 53,12                                                              | Álex Ramos C. N. Sabadell 53,40                                                    | Alberto Lozano C. N. Terrassa 53,51                                                   |
| 200 m mariposa (29.07)    | Miguel Martínez Real Canoe N. C. 1:58,95                                                       | Guillermo Perosanz C. N. Sabadell 2:02,16                                          | Alejandro Villarejo Real Canoe N. C. 2:02,26                                          |
| 200 m estilos (29.07)     | William Ryley City of Cardiff S. C. 2:02,84                                                    | Álex Castejón C. N. Sabadell 2:03,11                                               | Alberto Hernández C. N. Sant Andreu 2:03,21                                           |
| 400 m estilos (21.07)     | Joan Lluís Pons C. N. Sant Andreu 4:19,10                                                      | William Ryley City of Cardiff S. C. 4:19,69                                        | Marcos Martín Real Canoe N. C. 4:25,19                                                |
| 4 × 100 m libre (28.07)   | Real Canoe N. C. Moritz Berg Juan Francisco Segura Martín Santiago Gómez Alonso Carazo 3:22,18 | C. N. Terrassa Guillem Ramia Alejandro Calderón Adrià Roy Alberto Lozano 3:22,38   | C. N. Sabadell Joan Casanovas Marcos Gil Ferran Julià Álex Ramos 3:23,77              |
| 4 × 200 m libre (27.07)   | C. N. Terrassa Miguel Durán Ferran Siré Francho Artal Guillem Ramia 7:25,02                    | C. D. Nados Castellón Nacho Campos Miguel Campos Álex Granell Álex Acamer 7:29,75  | C. N. Sant Andreu Ian Florencio Pol Ferret Alberto Hernández Lluís Escrits 7:31,16    |
| 4 × 100 m estilos (30.07) | Real Canoe N. C. Juan Francisco Segura Jaime Morote Alejandro Villarejo Moritz Berg 3:40,74    | C. N. Sant Andreu Alberto Hernández Pere Ansón Pol Ferret Gerard Hernández 3:47,06 | C. D. Gredos San Diego Nicolás García Pablo Pedreño Daniel Santos Mario Pérez 3:48,13 |

### Femenino
| Evento               | Oro                                                | Plata                                           | Bronce                                                 |
| -------------------- | -------------------------------------------------- | ----------------------------------------------- | ------------------------------------------------------ |
| 50 m libre (27.07)   | Lidón Muñoz C. N. Sant Andreu 25,91                | Marina Jehl C. D. N. Bidasoa XXI 25,96          | Rosa Peris C. N. Castalia Castellón Costa Azahar 26,00 |
| 100 m libre (29.07)  | Marina Jehl C. D. N. Bidasoa XXI 55,76             | Yekaterina Níkonova C. N. Alfa Torrevieja 55,83 | Marta González C. N. Sant Andreu 56,54                 |
| 200 m libre (30.07)  | Marina Jehl C. D. N. Bidasoa XXI 2:02,27           | Sydney Leblic Real Canoe N. C. 2:03,51          | Claudia Núñez C. N. Palma 2:04,05                      |
| 400 m libre (26.07)  | Kennedy Denby C. D. N. Nadamás Las Marinas 4:17,83 | Noa Martín C. N. Ferca-San José 4:17,92         | María de Valdés C. N. Liceo 4:18,00                    |
| 800 m libre (29.07)  | María de Valdés C. N. Liceo 8:46,36                | Candela Sánchez C. D. Gredos San Diego 8:48,74  | Noa Martín C. N. Ferca-San José 8:53,04                |
| 1500 m libre (27.07) | María de Valdés C. N. Liceo 16:35,86               | Noa Martín C. N. Ferca-San José 16:59,88        | Kennedy Denby C. D. N. Nadamás Las Marinas 17:00,75    |